# Sciopsyche tropica
Sciopsyche tropica är en fjärilsart som beskrevs av Walker 1854. Sciopsyche tropica ingår i släktet Sciopsyche och familjen björnspinnare. Inga underarter finns listade.